# Ames (Texas)
Ames è un comune degli Stati Uniti d'America, nella contea di Liberty, nello Stato del Texas.
Secondo il censimento del 2000 vi abitano 1079 persone: il 7,04% della popolazione è bianca, l'89,34% afroamericana, lo 0,28% nativa americana, lo 0,28% asiatica, l'1,58% di altre etnie e l'1,48% di due o più etnie.